# Code::Blocks
A Code::Blocks egy integrált fejlesztőkörnyezet (IDE) C és C++ nyelven írt alkalmazásokhoz. Kezdetleges támogatás elérhető egyéb programnyelvekhez is, mint például a GNU Fortran, Digital Mars D és a GNU GDC. Felülete a wxWidgets könyvtárra épít, futtatható Windows, Linux és Mac alatt is. Folyamatosan fejlesztik, jelenleg RC2-nél tart, a legfrissebb források elérhetőek SVN-en keresztül.

## Története
Miután nyilvánosságra hoztak két kiadásra jelölt verziót: 1.Orc1 2015 Júli.25. és 2.Orc2 2015 Okt.25. a végleges kiadás helyett a projektfejlesztők számos új funkciót hoztak létre, a végleges kiadást ismételten elhalasztották. Ehelyett naponta elkészítették a legfrissebb SVN verziót, amely naponta rendelkezésre állt.
Az első stabil kiadás 2008. február 28-án jelent meg, a verziószám 8.02-ra változott. A verziószámítási sémát az Ubuntu változójává változtatták, a fő és a kisebb szám pedig a kiadás éve és hónapja. A 16.01 verzió a legújabb stabil kiadás; de a legfrissebb verzióhoz a felhasználó letöltheti a viszonylag stabil éjszakai felépítést vagy letöltheti az SVN forráskódját.
Jennic Limited a Code :: Blocks egy verzióját forgalmazza, amely a saját mikrovezérlõivel együtt dolgozik.

## Jellemzők

### Fordítóprogramok
A Code::Blocks több fordítót támogat, beleértve az GCC, MinGW, Digital Mars, Microsoft Visual C++, Borland C++, LLVM Clang, Watcom, LCC and the Intel C++ compiler fordítót. Bár az IDE-t a C ++ nyelvre tervezték, van valamilyen támogatás a többi nyelv számára is, beleértve a Fortran és D. A beépülő modul tartalmazza más programozási nyelvek támogatását is.
Támogatott fordítók:
- MinGW / GCC C/C++
- Digital Mars C/C++
- Digital Mars D (részben)
- SDCC (Small device C compiler)
- Microsoft Visual C++ Toolkit 2003
- Microsoft Visual C++ Express 2005 (bizonyos megszorításokkal)
- Borland C++ 5.5
- Watcom C compiler|Watcom
- Intel C++ compiler
- GNU Fortran
- GNU ARM
- GNU GDC

### Kódszerkesztő
Az IDE szintaktikai kiemelést és kódkombinációt (a Scintilla szerkesztő komponensén keresztül), C ++ kódot, osztályböngészőt,hex szerkesztőt és sok más segédprogramot tartalmaz. A megnyitott fájlok lapokba vannak rendezve. A kódszerkesztő támogatja a betűkészlet és a betűméret kiválasztását, valamint a személyre szabott szintaxiskiemelő színeket.

### Hibakeresők
A Code::Blocks hibakereső teljes töréspontú támogatással rendelkezik. Ezenkívül lehetővé teszi a felhasználó számára a hibakeresés, hogy a helyi funkciós szimbólumhoz és argumentumkijelzéshez, a felhasználó által meghatározott órákhoz, híváscsomaghoz, szétszerelés, az egyedi memóriahelyhez, a szálváltáshoz, a CPU regiszterekhez és a GNU Debugger Határfelülethez való hozzáféréssel.

### GUI designer
A 13.12-es verziótól a Code::Blocks egy wxSmith nevű GUI-tervezővel érkezik. Ez a wxWidgets 2.9.4  változat származékos portja. A teljes wxWidgets alkalmazás létrehozásához a megfelelő wxWidgets SDK-t kell telepíteni.

### Felhasználói migráció
A Code::Blocks funkciók egy része a más IDE-ből áttérő felhasználókra irányul - ezek közé tartozik a Dev-C++, a Microsoft Visual C ++ projekt importálása (MSVC 7 és 10) és a Dev-C ++ Devpak támogatás.

### Projektfájlok és építő rendszer
Code::Blocks egyéni építő-rendszert használ, amely információkat tárol XML-alapú projektfájlokban. Opcionálisan külső makefile-eket is használhat, ami leegyszerűsíti a GNU-val vagy qmake build rendszereket használó projektekhez való kapcsolódást.